# الموقع الأثري بقرطاج
الموقع الأثري بقرطاج هو موقع منتشر في المدينة الحالية قرطاج في تونس، وهو مصنف كموقع تراث عالمي منذ 1979.

تهيمن على الموقع تلة بيرصا التي كانت مركز المدينة البونية. اليوم يمكن التعرف عليه عبر البناية الضخمة لكاتدرائية القديس لويس بقرطاج التي شيدت في القرن التاسع عشر، (1884 و1890) فوق المكان المفترض الذي دفن فيه لويس التاسع ملك فرنسا بين 1226 و1270 (القديس لويس) الذي مات في هذا المكان أثناء الحملة الصليبية الثامنة سنة 1270.بجانب هذه الكاتدرائية، ومقابل هذا القبر الفارغ الذي أعيدت الرفات التي كانت فيه إلى فرنسا، يوجد بقايا آثار أهم حي في المدينة. لم يبقى الآن سوى عدة أسس بنائية وبقايا أعمدة أثرية، ولكن يمكن قياس القوة التي كانت لدى هذه الإمبراطورية: قياسات مباني ضخمة، ساحات واسعة، مناظر بانورامية وتنظيم للشوارع.
التمدد السريع للمدينة الحالية الذي شكل خطرا على هدم الآثار للأبد، حرك العديد من علماء الآثار التونسيين الذي نبهوا الرأي العام، حينها قامت اليونسكو بتنظيم حملة دولية واسعة بين 1972 و1992 لحماية وإنقاذ قرطاج، وهو مانتهى بتصنيف الموقع في التراث العالمي.

العديد من القطع الأثرية والبقايا اختفت على مدار التاريخ أو أتلفت، ومن المشاكل أيضا التي تواجه الزائرين هو توزع الآثار على مساحة كبيرة حتى وإن كانت عدة مراكز أثرية واضحة، بينما تواجه السلطات صعوبة الملائمة بين هذه المساحة الواسعة التي لا يجب أن تعطل الحياة اليومية للسكان.

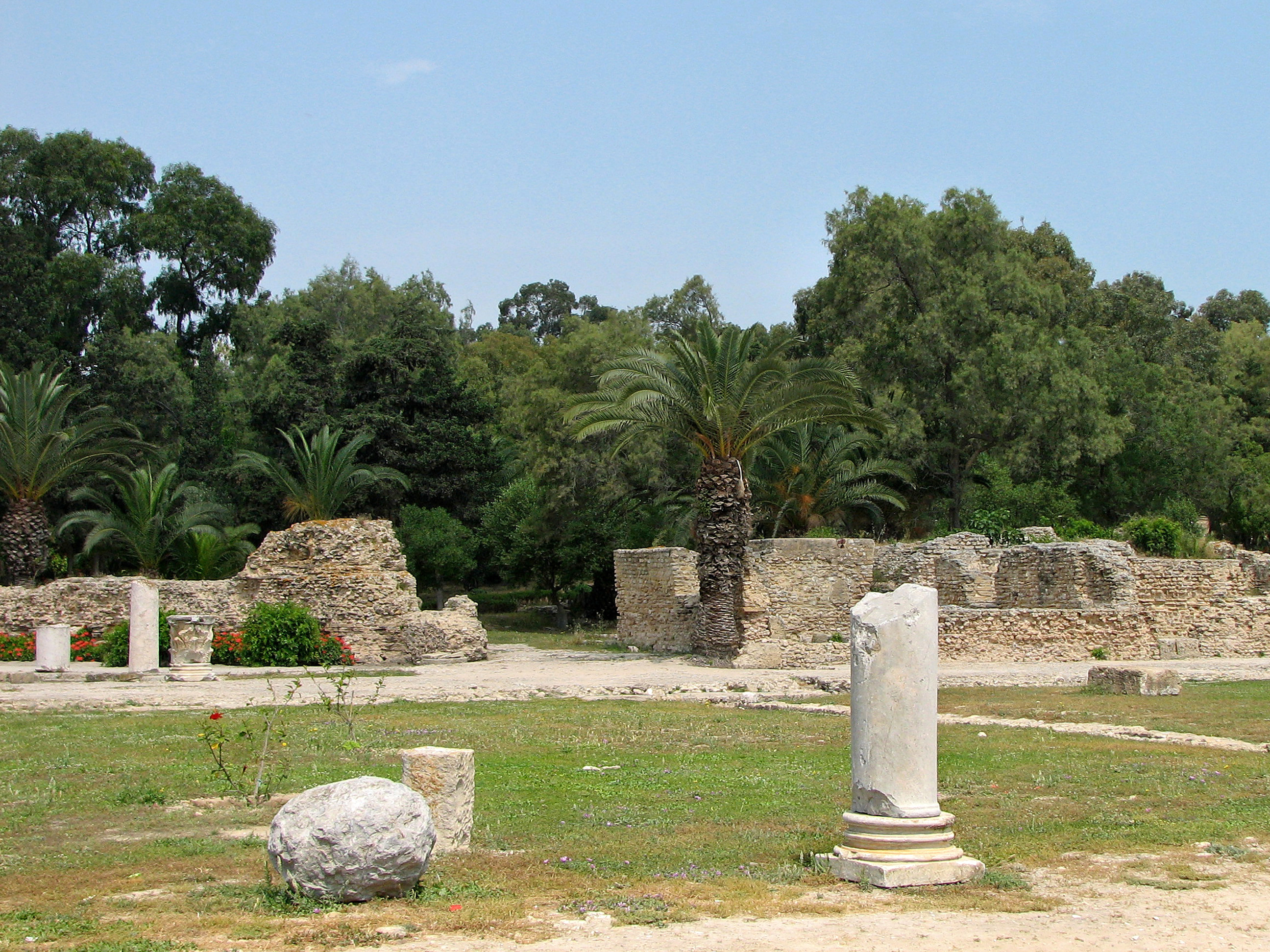
بقايا أحد مسارح قرطاج
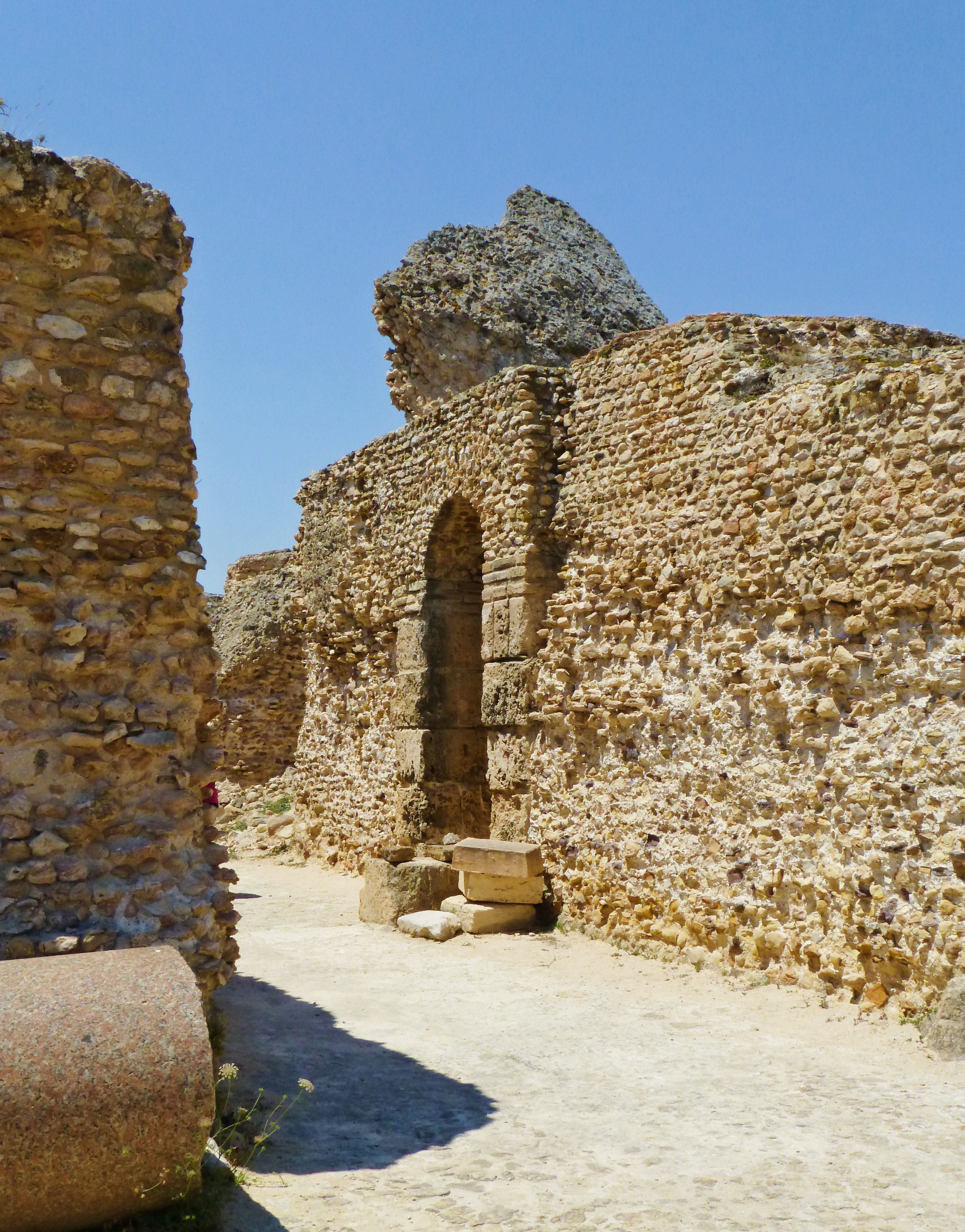
أحد أنهج مدينة قرطاج الأثرية
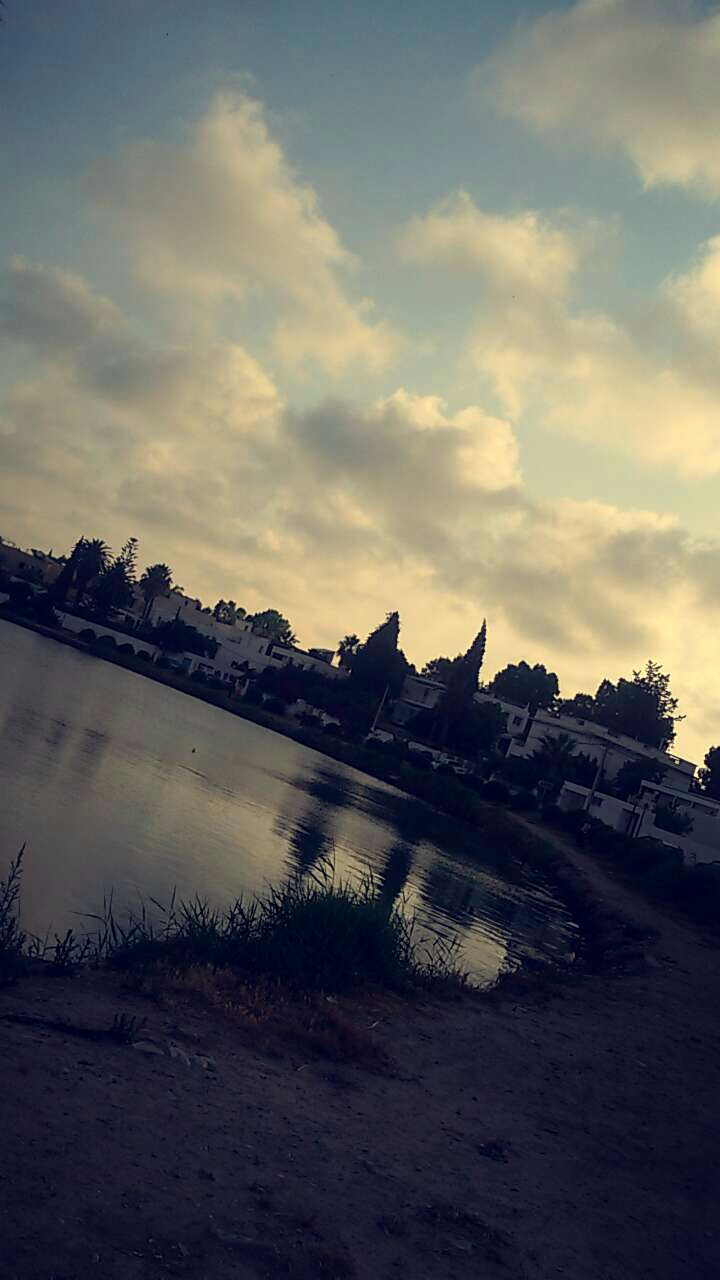
ميناء قرطاج بيرصا
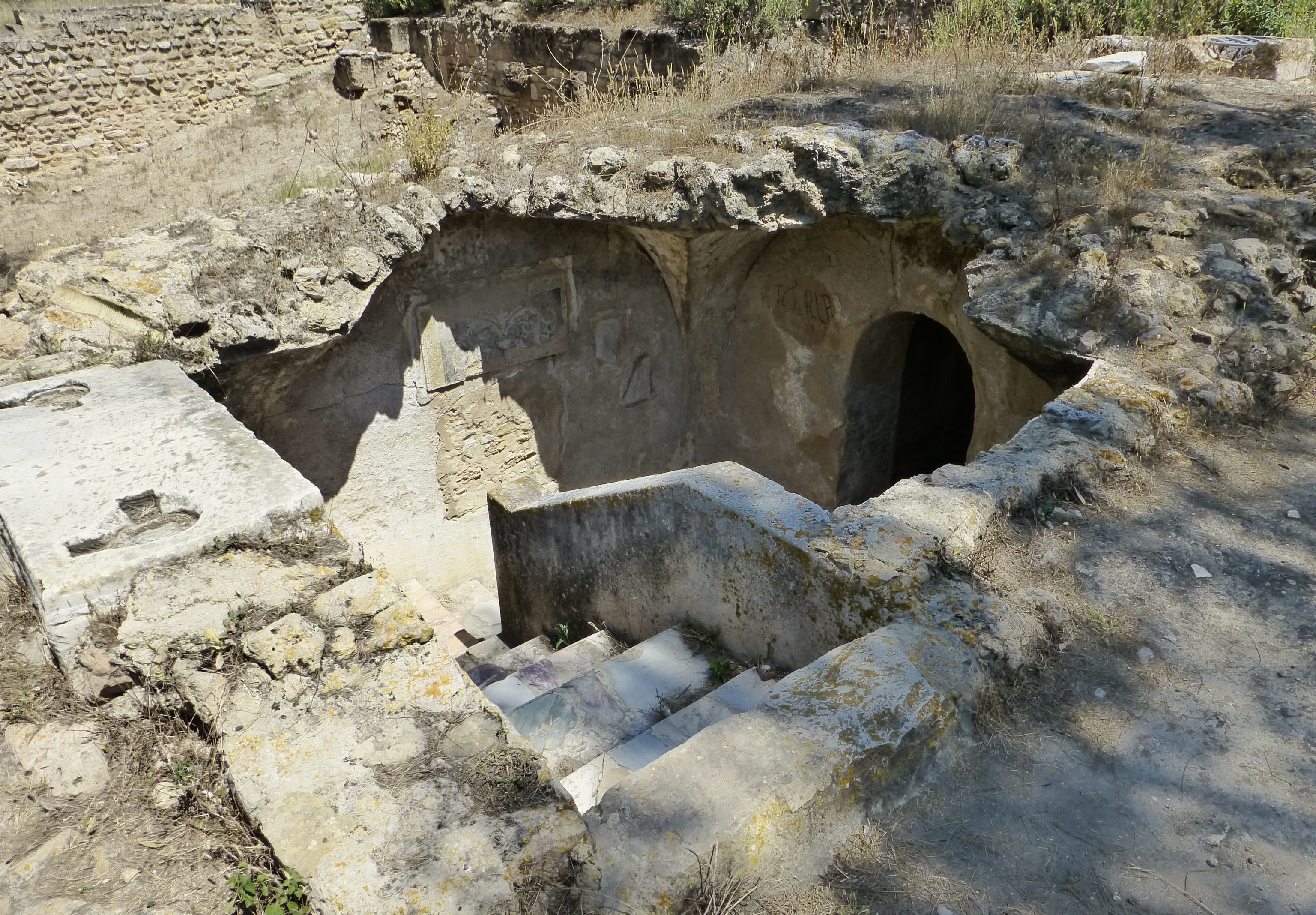
منزل تقليدي
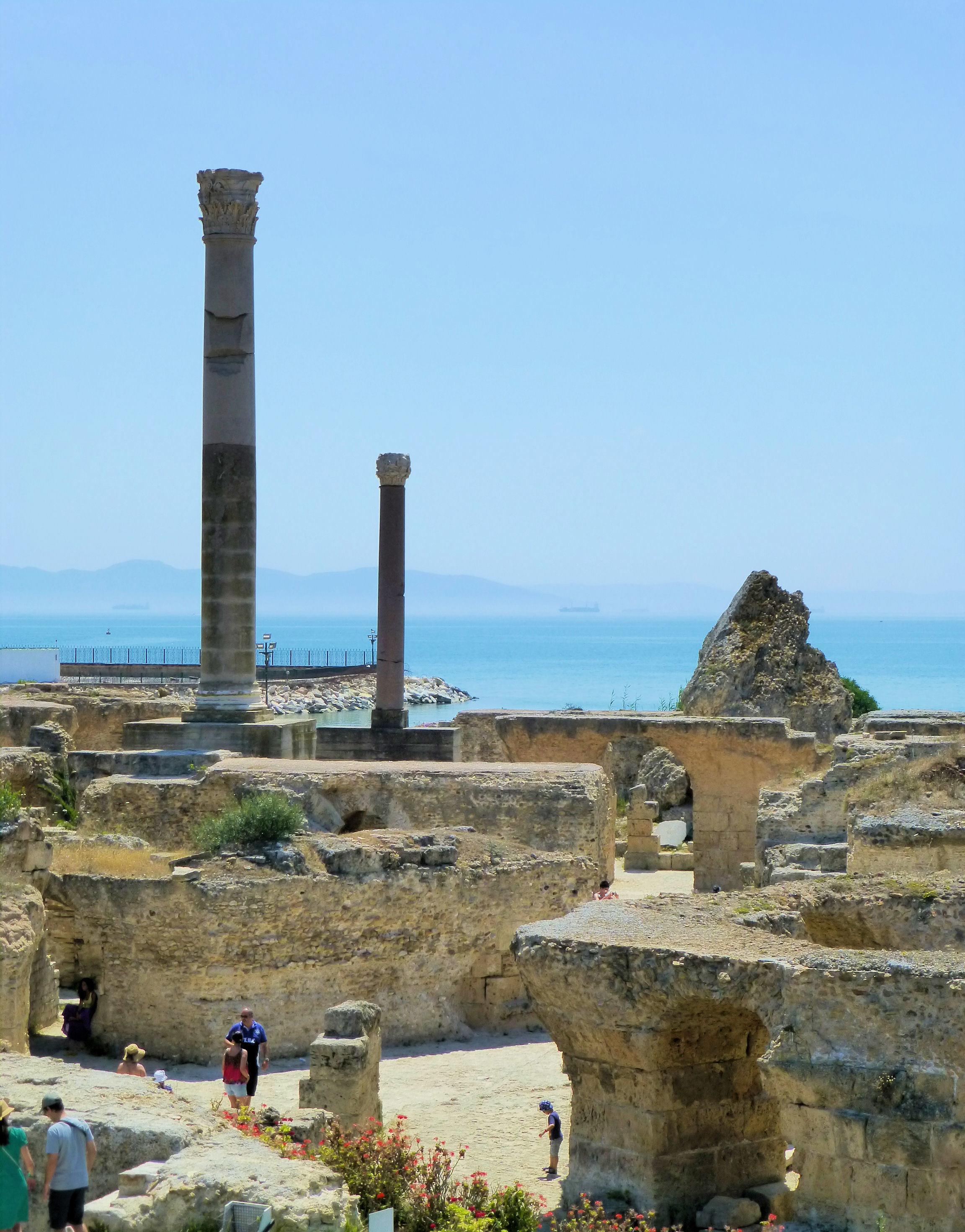
موقع قرطاج الأثري
الميناء البوني
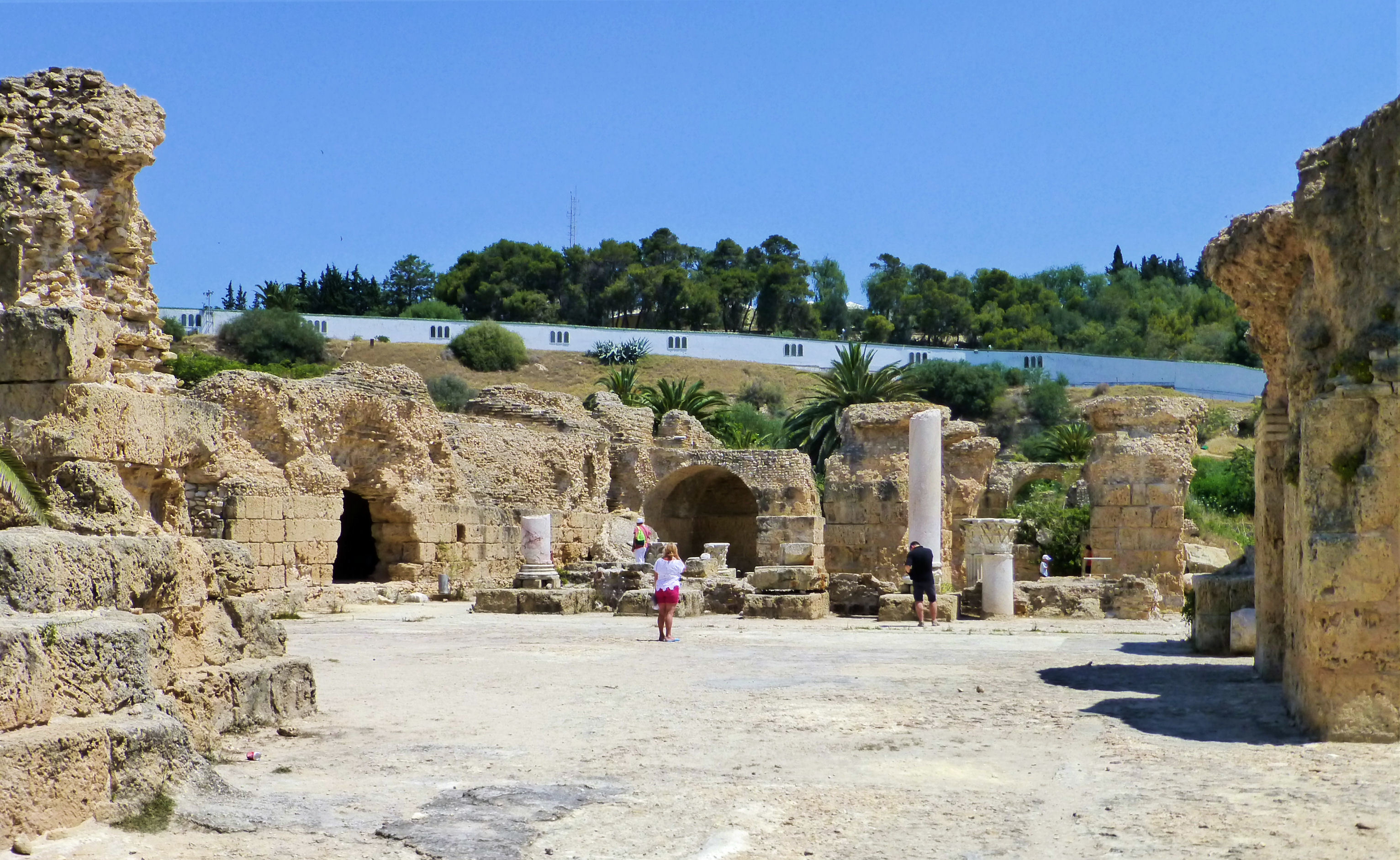
حمامات أنطنيوس
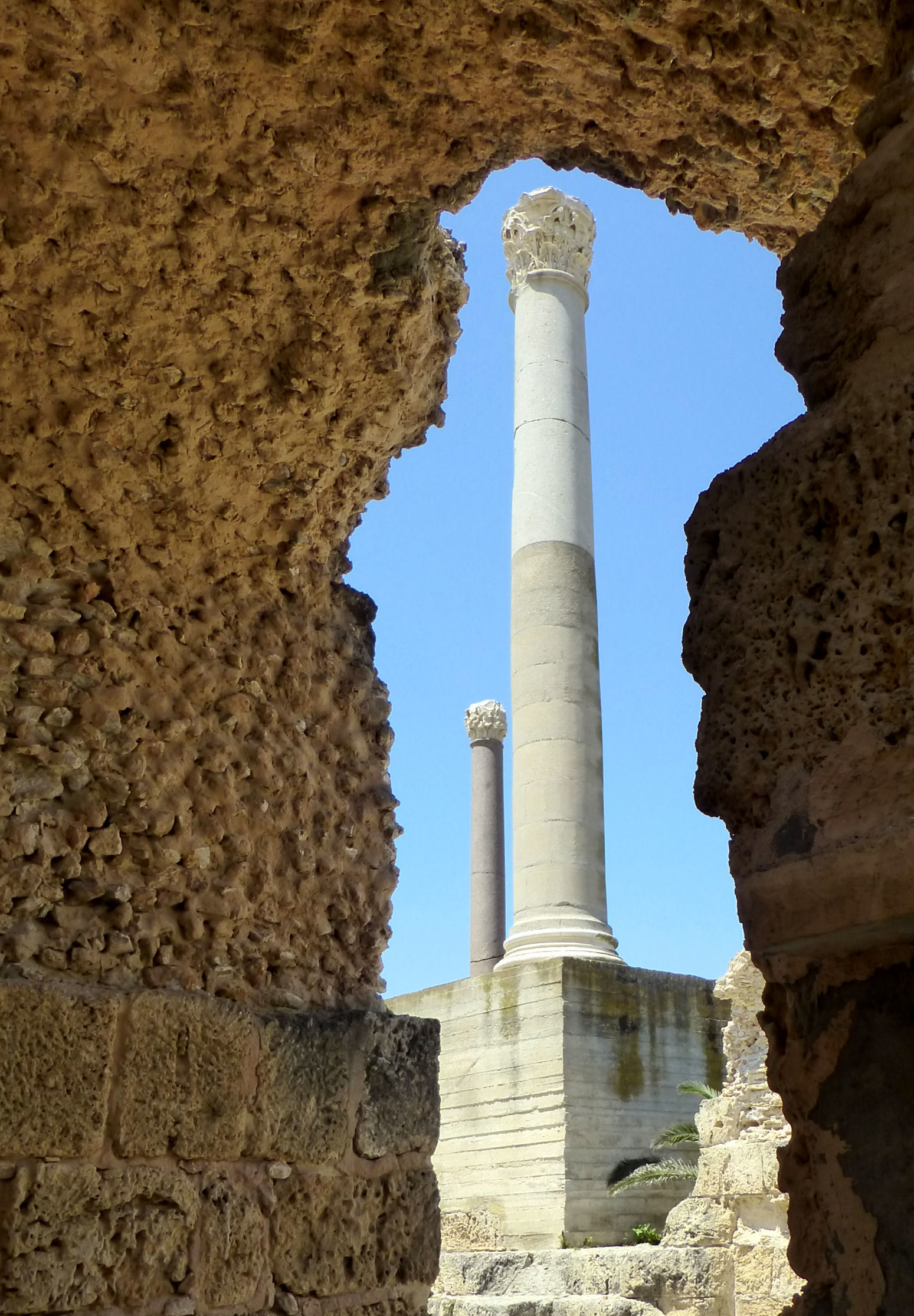
عمود بموقع قرطاج
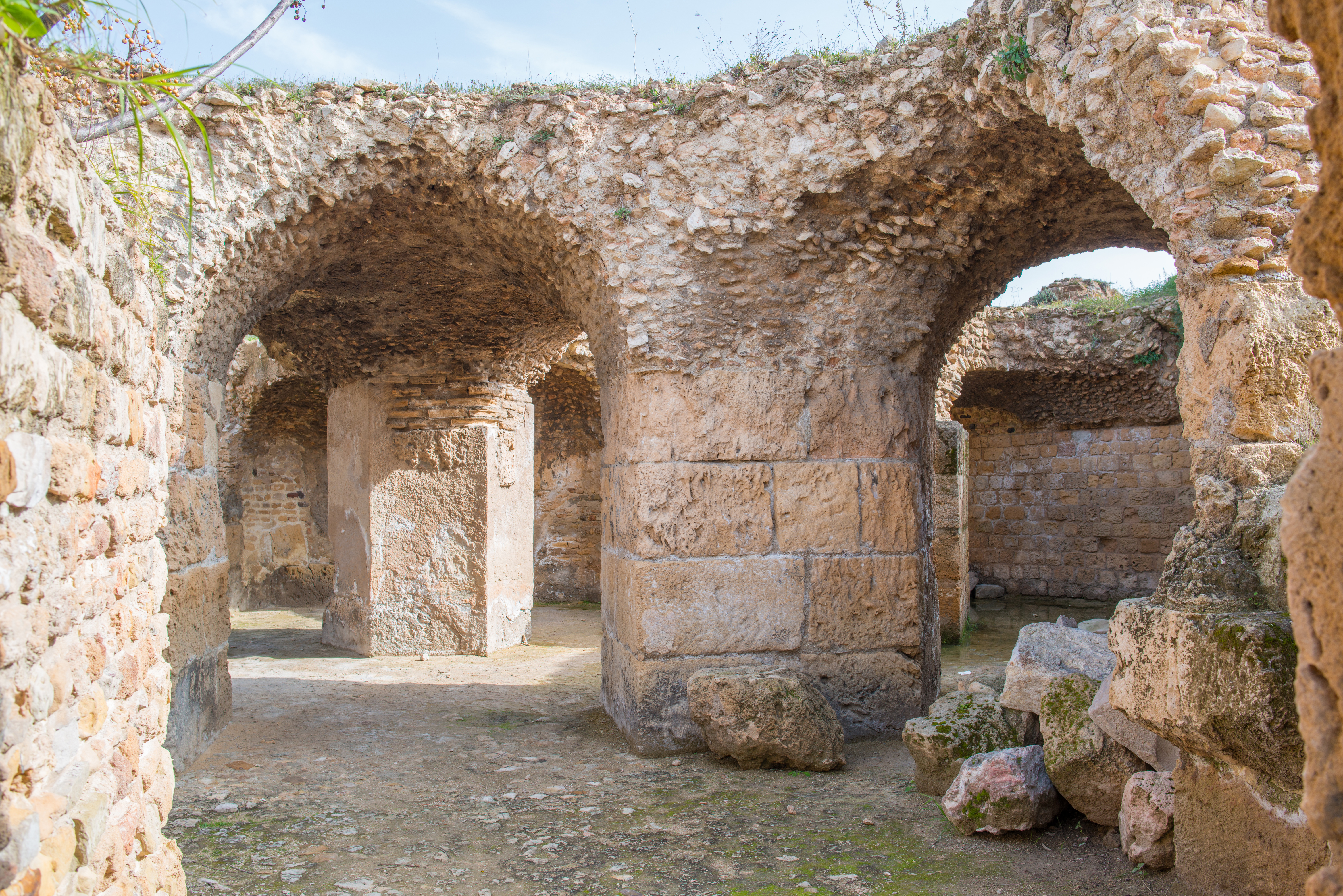
أروقة حمامات أنطنيوس

## مقالات ذات صلة
- حضارة قرطاجية

## روابط خارجية
- المواقع السياحية علي موقع بلدية قرطاج.
- الموقع الأثري بقرطاج على موقع اليونسكو.